# Ханс Фалада (награда)
Литературната награда „Ханс Фалада“ (на немски: Hans-Fallada-Preis) е учредена през 1981 г. от град Ноймюнстер в памет на писателя Ханс Фалада. Присъжда се на всеки две години на млади автори от немското езиково пространство, които, подобно на Фалада, „разглеждат в творбите си проблеми на съвремието в политически и социален план“.
Наградата е в размер на 10 000 €. При двама удостоени отличието се поделя.

## Носители на наградата (подбор)
- Лудвиг Фелз (1981)
- Стен Надолни (1985)
- Юрек Бекер (1990)
- Гюнтер Грас (1996)
- Бернхард Шлинк (1998)
- Томас Брусиг (2000)
- Биргит Вандербеке (2002)
- Вилхелм Генацино (2004)
- Ирис Ханика (2006)
- Ралф Ротман (2008)
- Лукас Берфус (2010)
- Волфганг Херндорф (2012)
- Джени Ерпенбек (2014)
- Йонас Люшер (2016)
- Саша Станишич (2020)